# Noorwegen op de Olympische Zomerspelen 1948
Noorwegen nam deel aan de Olympische Zomerspelen 1948 in Londen, Engeland. Net als bij de vorige editie werd er een gouden en twee zilveren medailles gewonnen. Daarnaast was er een extra bronzen medaille.

## Medailleoverzicht
| Sport       | Olympiër | Discipline                  | Medaille |
| ----------- | --- | --------------------------- | -------- |
| Zeilen      | Thor Thorvaldsen Håkon Barfod Sigve Lie | drakenklasse                | Goud     |
| Atletiek    | Bjørn Paulson | hoogspringen (m)            | Zilver   |
| Kanovaren   | Ivar Mathisen Knut Østby | K-2 10000m (m)              | Zilver   |
| Worstelen   | Aage Eriksen | -67kg Grieks-Romeins (m)    | Zilver   |
| Kanovaren   | Eivind Skabo | K-1 10000m (m)              | Brons    |
| Roeien      | Kristoffer Lepsøe Torstein Kråkenes Hans Egill Hansen Halfdan Gran-Olsen Harald Kråkenes Leif Næss Thor Pedersen Carl Monssen Sigurd Monssen | acht (m)                    | Brons    |
| Schietsport | Willy Røgeberg | 300m geweer 3 houdingen (m) | Brons    |

## Deelnemers en resultaten

### Atletiek
| Olympiër          | Discipline               | Resultaat    | Prestatie |
| ----------------- | ------------------------ | ------------ | --- |
| Peter Bloch       | 100m (m)                 | 33e          | serie 5: 3de in 11,1 |
| Peter Bloch       | 200m (m)                 | series       | serie 8: 5de |
| Bjørn Vade        | 400m (m)                 | 19e          | serie 7: 2de in 49,6 kwartfinale 2: 5de in 49,7 |
| Bjørn Vade        | 800m (m)                 | halve finale | serie 3: 2de in 1.54,2 halve finale 1: 7de in 1.55,39 |
| Kaare Vefling     | 1500m (m)                | 15e          | serie 4: 5de in 3.54,6 |
| Jakob Kjersem     | 5000m (m)                | DNS          | serie 3: niet gestart |
| Martin Stokken    | 5000m (m)                | 10e          | serie 2: 4de in 15.04,4 finale: 10de |
| Jakob Kjersem     | 10000m (m)               | onbekend     | |
| Martin Stokken    | 10000m (m)               | 4e           | 30.58,6 |
| John Systad       | marathon (m)             | 8e           | 2:38.41 |
| Kaare Hammer      | 10km snelwandelen (m)    | 8e           | serie 1: 6de in 46.48,6 |
| Per Olav Baarnaas | 50km snelwandelen (m)    | DNF          | niet gefinist |
| Edgar Bruun       | 50km snelwandelen (m)    | 8e           | 4:53.18 |
| Gerhard Winther   | 50km snelwandelen (m)    | DNF          | niet gefinist |
| Bjørn Gundersen   | hoogspringen (m)         | DNF          | kwalificatie: 1ste met 1,87m finale: geen geldige poging |
| Birger Leirud     | hoogspringen (m)         | 13e          | kwalificatie: 1ste met 1,87m finale: 13de met 1,90m |
| Bjørn Paulson     | hoogspringen (m)         | Zilver       | kwalificatie: 1ste met 1,87m finale: 2de met 1,95m |
| Erling Kaas       | polsstokhoogspringen (m) | 4e           | kwalificatie: 1ste met 4,00m finale: 4de met 4,10m |
| Stein Johnson     | discuswerpen (m)         | 8e           | kwalificatie: 8ste met 46,54m finale: 8ste met 46,54m |
| Ivar Ramstad      | discuswerpen (m)         | 4e           | kwalificatie: 5de met 47,34m finale: 4de met 49,21m |
| Odd Mæhlum        | speerwerpen (m)          | 5e           | kwalificatie: 7de met 63,00m finale: 5de met 65,32m |
| Godtfred Holmvang | tienkamp (m)             | 10e          | 100m: 30ste in 12,1 verspringen: 6de met 6,75m kogelstoten: 19de met 12,17m hoogspringen: 15de met 1,70m 400m: 11de in 52,9 110m horden: 12de in 16,4 discuswerpen: 11de met 38,11m polsstokhoogspringen: 4de met 3,40m speerwerpen: 5de met 53,66m 1500m: 1ste in 4.28,6 totaal: 6663 punten   |
| Per Stavem        | tienkamp (m)             | 11e          | 100m: 27ste in 12,0 verspringen: 9de met 6,705m kogelstoten: 2de met 13,89m hoogspringen: 8ste met 1,80m 400m: 30ste in 56,0 110m horden: 12de in 16,4 discuswerpen: 5de met 41,06m polsstokhoogspringen: 14de met 3,20m speerwerpen: 6de met 52,79m 1500m: 20ste in 5.07,4 totaal: 6552 punten |
|                   |                          |              | |
| Liv Paulsen       | 100m (v)                 | 23e          | serie 9: 4de in 12,9 |
| Liv Paulsen       | kogelstoten (v)          | 18e          | kwalificatie: 18de met 10,200m |

### Boksen
| Olympiër        | Discipline | Resultaat | Prestatie                                                                                |
| --------------- | ---------- | --------- | ---------------------------------------------------------------------------------------- |
| Kaare Gundersen | -54kg (m)  | DNS       | niet gestart                                                                             |
| Kaare Gundersen | -58kg (m)  | 17e       | 1ste ronde: V van PUR Colón: knock-out                                                   |
| Øivind Breiby   | -62kg (m)  | 5e        | 1ste ronde: vrij 2de ronde: W van KOR Gang: punten kwartfinale: V van RSA Dreyer: punten |
| Gunnar Hansen   | -67kg (m)  | 17e       | 1ste ronde: V van FRA Hernandez: punten                                                  |
| Evert Johanson  | -73kg (m)  | 17e       | 1ste ronde: V van DEN Hansen: knock-out                                                  |

### Kanovaren
| Olympiër                 | Discipline     | Resultaat | Prestatie                                    |
| ------------------------ | -------------- | --------- | -------------------------------------------- |
| Hans Martin Gulbrandsen  | K-1 1000m (m)  | 4e        | serie 2: 2de in 4.45,4 finale: 4de in 4.41,7 |
| Eivind Skabo             | K-1 10000m (m) | Brons     | 51.35,4                                      |
| Ivar Mathisen Knut Østby | K-2 1000m (m)  | 4e        | serie 2: 2de finale: 4de in 4.09,1           |
| Ivar Mathisen Knut Østby | K-2 10000m (m) | Zilver    | 46.44,8                                      |

### Roeien
| Olympiër | Discipline   | Resultaat | Prestatie |
| --- | ------------ | --------- | --- |
| Arne Serck-Hanssen Gunnar Sandborg Sigurd Grønli Willy Evensen Thoralf Sandaker                                                              | vier-met (m) | 8e        | serie 6: V van Denemarken: 6.58,9 herkansingen: W van Joegoslavië: 7.04,4 kwartfinale: V van Italië: 7.34,7           |
| Kristoffer Lepsøe Torstein Kråkenes Hans Egill Hansen Halfdan Gran-Olsen Harald Kråkenes Leif Næss Thor Pedersen Carl Monssen Sigurd Monssen | acht (m)     | Brons     | serie 1: 2de in 6.08,2 herkansingen: W van Ierland: 6.12,5 halve finale: W van Portugal: 6.43,9 finale: 3de in 6.10,3 |

### Schermen
| Olympiër                                                                    | Discipline     | Resultaat | Prestatie |
| --------------------------------------------------------------------------- | -------------- | --------- | --- |
| Alfred Eriksen                                                              | degen (m)      | 33e       | 1ste ronde groep 7: 2de met 2 overwinningen kwartfinale 3: 6de met 2 overwinningen                                        |
| Egill Knutzen                                                               | degen (m)      | 14e       | 1ste ronde groep 6: 1ste met 5 overwinningen kwartfinale 6: 3de met 4 overwinningen halve finale 1: 7de met 1 overwinning |
| Claus Mørch, Sr.                                                            | degen (m)      | 45e       | 1ste ronde groep 2: 4de met 3 overwinningen                                                                               |
| Johan von Koss Egill Knutzen Alfred Eriksen Claus Mørch, Sr. Sverre Gillebo | degen team (m) | 10e       | 1ste ronde groep 4: 1ste 2de ronde groep 1: 3de                                                                           |

### Schietsport
| Olympiër                | Discipline                       | Resultaat | Prestatie                           |
| ----------------------- | -------------------------------- | --------- | ----------------------------------- |
| Halvor Kongsjorden      | 50m geweer liggend (m)           | 4e        | 597 punten: (100-98-100-100-100-99) |
| Willy Røgeberg          | 50m geweer liggend (m)           | 8e        | 596 punten: (99-100-100-99-98-100)  |
| Thore Skredegaard       | 50m geweer liggend (m)           | 5e        | 597 punten: (99-98-100-100-100-100) |
| Halvor Kongsjorden      | 300m vrij geweer 3 houdingen (m) | 7e        | 1093 punten: (384-373-336)          |
| Willy Røgeberg          | 300m vrij geweer 3 houdingen (m) | Brons     | 1112 punten: (382-373-336)          |
| Odd Sannes              | 300m vrij geweer 3 houdingen (m) | 15e       | 1077 punten: (377-371-322)          |
| Mauritz Amundsen        | 50m pistool (m)                  | 45e       | 483 punten: (84-79-83-78-83-76)     |
| Gunnar Svendsen         | 50m pistool (m)                  | 30e       | 510 punten: (83-84-87-80-88-88)     |
| Hans Aasnæs             | 25m snelvuurpistool (m)          | 28e       | 544 punten: (274-240)               |
| Odd Bonde Nielsen       | 25m snelvuurpistool (m)          | 16e       | 546 punten: (270-276)               |
| Birger Bühring-Andersen | 25m snelvuurpistool (m)          | 8e        | 559 punten: (276-283)               |

### Schoonspringen
| Olympiër        | Discipline    | Resultaat | Prestatie                                                      |
| --------------- | ------------- | --------- | -------------------------------------------------------------- |
| Rolf Stigersand | 10m toren (m) | 15e       | voorronde: 6de met 43,42 punten finale: 15de met 54,51 punten  |
|                 |               |           |                                                                |
| Inger Nordbø    | 3m plank (v)  | 15e       | voorronde: 13de met 36,34 punten finale: 15de met 34,52 punten |
| Inger Nordbø    | 10m toren (v) | 13e       | 51,55 punten                                                   |

### Wielersport
| Olympiër                                                            | Discipline            | Resultaat | Prestatie      |
| ------------------------------------------------------------------- | --------------------- | --------- | -------------- |
| Lorang Christiansen                                                 | wegwedstrijd (m)      | DNF       | niet gefinisht |
| Leif Flengsrud                                                      | wegwedstrijd (m)      | DNF       | niet gefinisht |
| Erling Kristiansen                                                  | wegwedstrijd (m)      | DNF       | niet gefinisht |
| Aage Myhrvold                                                       | wegwedstrijd (m)      | DNF       | niet gefinisht |
| Aage Myhrvold Erling Kristiansen Leif Flengsrud Lorang Christiansen | wegwedstrijd team (m) | DNF       | niet gefinisht |

### Worstelen
| Olympiër         | Discipline     | Resultaat      | Prestatie |
| Grieks-Romeins   | Grieks-Romeins | Grieks-Romeins | Grieks-Romeins |
| ---------------- | -------------- | -------------- | --- |
| Frithjof Clausen | -52kg (m)      | 6e             | 1ste ronde: V van TUR Olcay: 0-3 2de ronde: W van GBR McGuffie 3de ronde: W van ARG Varela: 3-0 4de ronde: V van SWE Möller                                              |
| Reidar Merli     | -57kg (m)      | 6e             | 1ste ronde: W van AUT Elias: 3-0 2de ronde: G van DEN Lejserowitz 3de ronde: W van SWE Pettersén: 3-0                                                                    |
| Egil Solsvik     | -62kg (m)      | 6e             | 1ste ronde: W van SUI Müller: 3-0 2de ronde: V van ITA Campanella: 1-2 3de ronde: W van FRA Merle: 3-0 4de ronde: V van HUN Tóth                                         |
| Aage Eriksen     | -67kg (m)      | Zilver         | 1ste ronde: V van HUN Ferencz: 0-3 2de ronde: W van ITA Gesino: 2-1 3de ronde: W van GRE Petmezas 4de ronde: W van FIN Virtanen: opgave 5de ronde: W van LIB Damage: 3-0 |
| Bjørn Cook       | -73kg (m)      | 7e             | 1ste ronde: W van ITA Rigamonti: 3-0 2de ronde: W van FIN Männikkö: 3-0 3de ronde: V van DEN Hansen: 0-3                                                                 |
| Kaare Larsen     | -79kg (m)      | 5e             | 1ste ronde: vrij 2de ronde: V van SWE Grönberg: 0-3 3de ronde: W van SUI Kolb 4de ronde: W van BEL Benoy: 3-0 5de ronde: V van ITA Gallegati: 0-3                        |

### Zeilen
| Olympiër                                                                    | Discipline            | Resultaat | Prestatie                       |
| --------------------------------------------------------------------------- | --------------------- | --------- | ------------------------------- |
| Morits Skaugen                                                              | 1-mans firefly (m)    | 12e       | 2888 punten: (1913-9-13-14-7-3) |
| Øivind Christensen Knut Bengtson K. Heje Oivind Thommessen                  | stormvogel klasse (m) | 8e        | 2768 punten: (4-10-12-6-6-3-13) |
| Thor Thorvaldsen Håkon Barfod Sigve Lie                                     | drakenklasse (m)      | Goud      | 4746 punten: (1-2-12-1-DSQ-3-3) |
| Magnus Konow Anders Evensen Lars Skage Musæus Håkon Solem Ragnar Hargreaves | 6m R-klasse (m)       | 4e        | 3217 punten: (8-DNS-9-5-2-2-3)  |

### Zwemmen
| Olympiër           | Discipline       | Resultaat | Prestatie              |
| ------------------ | ---------------- | --------- | ---------------------- |
| Halvor Kongsjorden | 100m rugslag (v) | 18e       | serie 4: 5de in 1.22,1 |

Afghanistan · Argentinië · Australië · België · Bermuda · Birma · Brazilië · Brits-Guiana · Canada · Ceylon · Chili · Colombia · Cuba · Denemarken · Egypte · Filipijnen · Finland · Frankrijk · Griekenland · Groot-Brittannië · Hongarije · Ierland · IJsland · India · Irak · Iran · Italië · Jamaica · Joegoslavië · Libanon · Liechtenstein · Luxemburg · Malta · Mexico · Monaco · Nederland · Nieuw-Zeeland · Noorwegen · Oostenrijk · Pakistan · Panama · Peru · Polen · Portugal · Puerto Rico · Republiek China · Singapore · Spanje · Syrië · Trinidad en Tobago · Tsjecho-Slowakije · Turkije · Uruguay · Venezuela · Verenigde Staten · Zuid-Afrika · Zuid-Korea · Zweden · Zwitserland